# 智利共產黨
智利共產黨（西班牙語：Partido Comunista de Chile），简称智共（PCCh），是智利的一个共产主义政黨。

## 历史

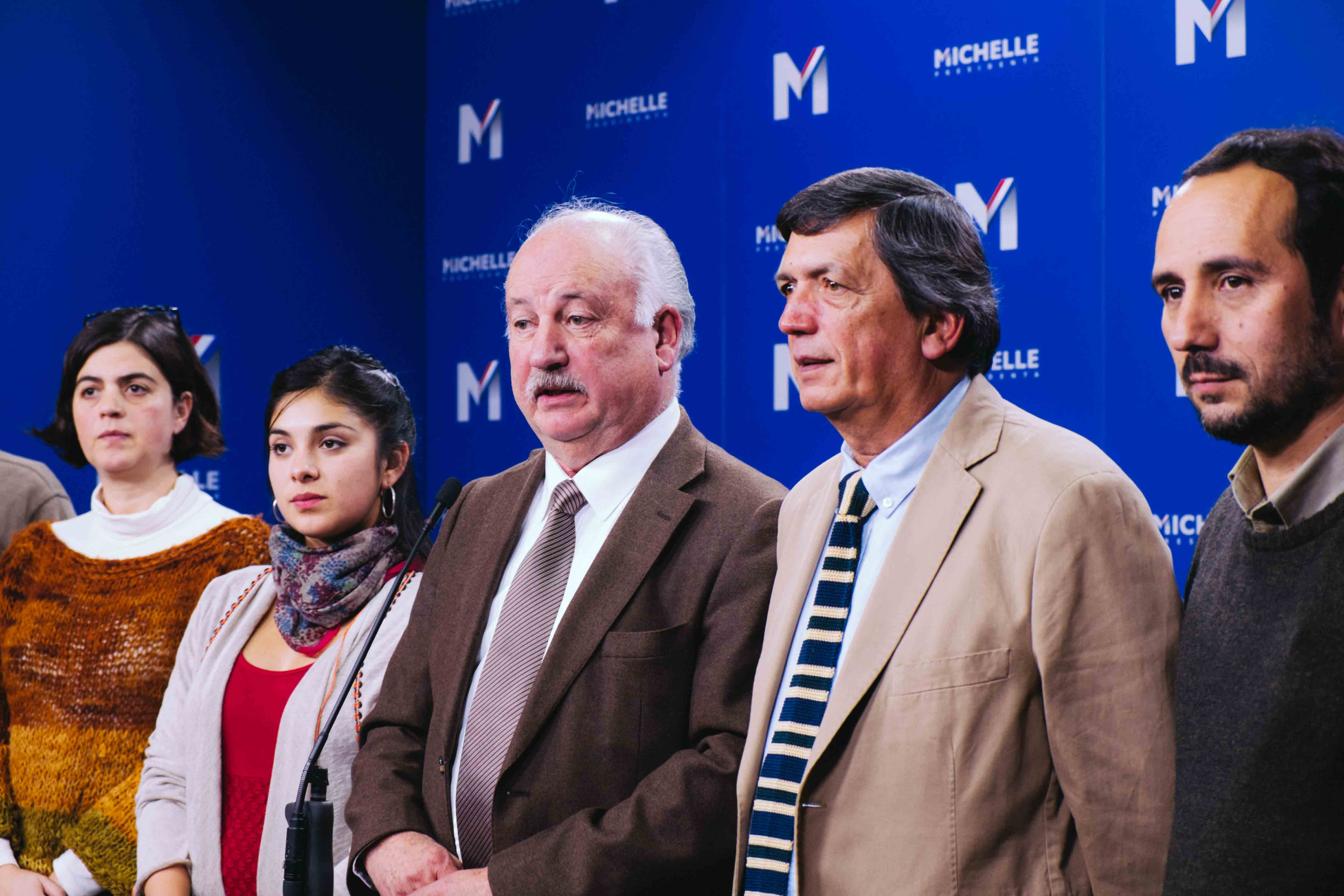
2013年，智利共产党领导层召开新闻发布会，宣布支持智利社会党提名的候选人米歇尔·巴切莱特竞选智利总统。

该党的前身是1912年6月4日成立的社會主義工人黨。1922年1月2日，社会主义工人党“四大”决定将党名改为智利共产党并加入共产国际。此后，该党为劳动者的利益，为自由、民主和社会正义进行不懈的斗争。1936年，该党同智利激进党、智利社会党等组成人民阵线，并在1938年大选中获胜。1941年，人民阵线破裂后，又组成智利民主联盟，取得1942年和1946年大选的胜利。1948年，该党被排挤出政府，转入地下。1956年，该党“十大”提出，国内迫切的革命任务是反对帝国主义，进行土地改革，奋斗目标是社会主义。1958年，该党重新合法化。1960年代，该党已经成为名副其实的政治亚文化群，有许多杰出的艺术家和知识分子加入，如著名诗人巴勃罗·聂鲁达、著名歌手比奥莱塔·帕拉和维克多·哈拉。1970年，该党同智利社会党、智利激进党等政党和组织结成“人民团结”联盟，参加大选获胜，社会党人萨尔瓦多·阿连德当选总统。该党在阿连德政府占有3个部长、6个省长和1个大市市长的职位，在众议院有25席，在参议院占6席。1973年9月，智利发生军事政变，该党被取缔。该党努力团结一切力量，进行包括革命暴力在内的各种斗争，以推翻奥古斯托·皮诺切特的独裁统治，建立新的人民民主制度。1990年10月，该党再次合法化，继续为建立人民民主制度而斗争。该党的最高权力机关是代表大会。党报为《时代报》，党刊为《原则》。

## 入党誓词
你将我从不曾知道的忠诚给了我，

你将所有活着的人们的力量赋予了我，

你将我带回祖国使我如获新生，

你为我带来自由从此没有孤单。

在烈火面前，你曾燃起我的善良，

你曾对我说公正需要准则，

你曾向我指出人们的共性和不同，

你曾向我展示一个人的痛苦如何在所有人的胜利中消失，

你曾让我在兄弟的硬邦邦的床上入睡，

你曾教会我在坚如磐石的基础上建设新社会，

你曾让我与邪恶和疯狂为敌，

你让我看见了世界真实的一面和快乐的可能，

你让我不可毁灭因为与你同在我将获得永生！

这是智利共产党成员、诺贝尔文学奖得主巴勃罗·聂鲁达献给智利共产党的一首诗。智利共产党章程规定，每位新成员入党宣誓前都要朗读这首诗。
智利共产党还设有巴勃罗·聂鲁达奖章，将其授予在艺术方面表现最突出的成员。

## 历任领袖
| 总书记                     | 任期          | 主席               | 任期          |
| -------------------------- | ------------- | ------------------ | ------------- |
| 拉蒙·塞普尔韦达·莱尔       | 1922年—1924年 | 未设此职位         | 未设此职位    |
| 路易斯·A·冈萨雷斯          | 1922年—1924年 | 未设此职位         | 未设此职位    |
| 加尔瓦里诺·吉尔            | 1924年—1925年 | 未设此职位         | 未设此职位    |
| 马克洛维奥·加尔达梅斯      | 1925年—1926年 | 未设此职位         | 未设此职位    |
| 何塞·桑托斯·萨瓦拉         | 1927年        | 未设此职位         | 未设此职位    |
| 伊萨亚斯·伊利亚特          | 1927年—1929年 | 未设此职位         | 未设此职位    |
| 卡洛斯·孔特雷拉斯·拉巴尔卡 | 1931年—1946年 | 未设此职位         | 未设此职位    |
| 里卡多·丰塞卡·阿瓜约       | 1946年—1948年 | 未设此职位         | 未设此职位    |
| 加洛·冈萨雷斯·迪亚斯       | 1948年—1958年 | 未设此职位         | 未设此职位    |
| 加洛·冈萨雷斯·迪亚斯       | 1948年—1958年 | 埃利亚斯·拉费特    | 1956年—1961年 |
| 路易斯·科尔巴兰            | 1958年—1990年 | 埃利亚斯·拉费特    | 1956年—1961年 |
| 路易斯·科尔巴兰            | 1958年—1990年 | 未设此职位         |               |
| 博洛迪亚·泰特尔鲍姆        | 1990年—1994年 |                    |               |
| 格拉迪丝·马林              | 1994年—2002年 |                    |               |
| 吉列尔莫·泰列尔            | 2002年—2005年 | 格拉迪丝·马林      | 2002年—2005年 |
| 劳塔罗·卡莫纳·索托         | 2005年—2023年 | 吉列尔莫·泰列尔    | 2005年—2023年 |
| 芭芭拉·菲格罗亚            | 2023年至今    | 劳塔罗·卡莫纳·索托 | 2023年至今    |

## 著名成员
- 路易斯·埃米利奥·雷卡瓦伦
- 巴勃罗·聂鲁达
- 比森特·维多夫罗
- 比奥莱塔·帕拉
- 维克多·哈拉
- 劳尔·朱利塔
- 丹尼尔·贾杜
- 珍妮特·哈拉
- 卡罗尔·卡里奥拉
- 卡米拉·巴列霍[3]

## 外部連結
- 智利共产党官方网站 （页面存档备份，存于）